# Defraggler
Defraggler är ett program för defragmentering av hårddisken. Vid defragmentering flyttas fildelar runt och blir mer organiserade. Detta leder till att operativsystemet körs snabbare. Programmet är utvecklat av Piriform och är översatt på 37 olika språk, däribland svenska.